# (42924) Betlem
(42924) Betlem est un astéroïde de la ceinture principale.

## Description
(42924) Betlem est un astéroïde de la ceinture principale. Il fut découvert le 2 octobre 1999 à l'Observatoire d'Ondřejov par l'Observatoire d'Ondřejov. Il présente une orbite caractérisée par un demi-grand axe de 2,36 UA, une excentricité de 0,22 et une inclinaison de 2,9° par rapport à l'écliptique.

## Compléments